# 이마이 다이고
이마이 다이고(일본어: 今井 大悟, 1984년 2월 19일 ~ )는 일본의 전 축구 선수이다.

## 구단 경력
과거 카탈레 도야마, 블라우블리츠 아키타에서 활동하였다.